# Chủ nghĩa cộng sản nguyên thủy
Chủ nghĩa cộng sản nguyên thủy là một khái niệm xuất phát từ Karl Marx và Friedrich Engels, những người đã lập luận rằng các xã hội săn bắt và hái lượm truyền thống dựa trên các mối quan hệ xã hội bình đẳng và quyền sở hữu chung. Một nguồn cảm hứng chính cho cả Marx và Engels là mô tả của Lewis Henry Morgan về "chủ nghĩa cộng sản đang tồn tại" như đang được thực hiện bởi Dân tộc Iroquois của Bắc Mỹ. Trong mô hình các cơ cấu kinh tế xã hội của Marx, các xã hội với chủ nghĩa cộng sản nguyên thủy không có cấu trúc giai cấp xã hội có cấp bậc hoặc tích lũy tư bản.
Engels đưa ra giả thuyết hóa chi tiết đầu tiên về chủ nghĩa cộng sản nguyên thủy vào năm 1884, với việc xuất bản Nguồn gốc của gia đình, tài sản tư nhân và Nhà nước. Marx và Engels sử dụng thuật ngữ này rộng rãi hơn những người theo chủ nghĩa Mác sau đó, và áp dụng nó không chỉ cho những người săn bắn hái lượm mà còn cho một số cộng đồng nông nghiệp tự cung tự cấp. Cũng không có sự đồng thuận giữa các học giả sau này, kể cả những người theo chủ nghĩa Mác, về mức độ lịch sử, về tuổi thọ, của chủ nghĩa cộng sản nguyên thủy.
Marx và Engels cũng lưu ý rằng sự tích lũy tư bản đã tự gắn kết với các tổ chức xã hội chủ nghĩa cộng sản nguyên thủy như thế nào. Ví dụ, trong thư tín cá nhân cùng năm Nguồn gốc Gia đình được xuất bản, Engels tấn công chủ nghĩa thực dân châu Âu, mô tả chế độ Hà Lan ở Java trực tiếp tổ chức sản xuất nông nghiệp và thu lợi từ nó, "trên cơ sở cộng đồng làng cộng đồng cũ". Ông nói thêm rằng các trường hợp như Đông Ấn Hà Lan, Ấn Độ thuộc Anh và Đế quốc Nga đã cho thấy "ngày nay chủ nghĩa cộng sản nguyên thủy đã tạo ra... cơ sở bóc lột tốt nhất và rộng nhất như thế nào".

## Đặc điểm của xã hội cộng sản nguyên thủy
Một thuật ngữ thường liên quan đến Karl Marx, nhưng được xây dựng hoàn toàn bởi Friedrich Engels (trong Nguồn gốc của gia đình, 1884), và đề cập đến quyền tập thể đối với các nguồn lực cơ bản, chủ nghĩa bình đẳng trong các mối quan hệ xã hội và không có quy tắc độc đoán và hệ thống phân cấp được cho là đã đi trước sự phân tầng và khai thác trong lịch sử nhân loại. Cả Marx và Engels đều bị ảnh hưởng nặng nề bởi lịch sử tiến hóa đầu cơ của Lewis Henry Morgan, mô tả "sự tự do, bình đẳng và tình huynh đệ của các người cổ đại", và "chủ nghĩa cộng sản trong cuộc sống" được thể hiện rõ trong kiến trúc làng quê của người Mỹ bản địa.
—John Scott và Gordon Marshall, 2007, Từ điển Xã hội học.
— John Scott và Gordon Marshall, 2007, "Từ điển Xã hội học".
Trong một xã hội cộng sản nguyên thủy, tất cả những người không tàn tật có thể sẽ tham gia vào việc tìm kiếm thức ăn, và mọi người sẽ chia sẻ những gì được sản xuất bằng cách săn bắt và hái lượm. Sẽ không có tài sản riêng tư, được phân biệt với tài sản cá nhân  như các sản phẩm quần áo và các vật dụng cá nhân tương tự, vì xã hội nguyên thủy không tạo ra thặng dư; những gì đã được sản xuất nhanh chóng được tiêu thụ. Một vài điều tồn tại trong bất kỳ khoảng thời gian nào (công cụ, nhà ở) đã được tổ chức một cách chung,     trong quan điểm của Engels gắn với nơi cư trú và gốc rễ. Sẽ không có nhà nước.
Sự thuần hóa động vật và thực vật sau cuộc cách mạng đồ đá mới thông qua chăn gia súc và nông nghiệp được xem là bước ngoặt từ chủ nghĩa cộng sản nguyên thủy cho xã hội lớp khi nó được theo sau bởi quyền sở hữu tư nhân và chế độ nô lệ, với sự bất bình đẳng mà họ đòi hỏi. Ngoài ra, các bộ phận của dân cư chuyên về các hoạt động khác nhau, chẳng hạn như sản xuất, văn hóa, triết học và khoa học được cho là dẫn đến sự phát triển của các giai cấp xã hội.

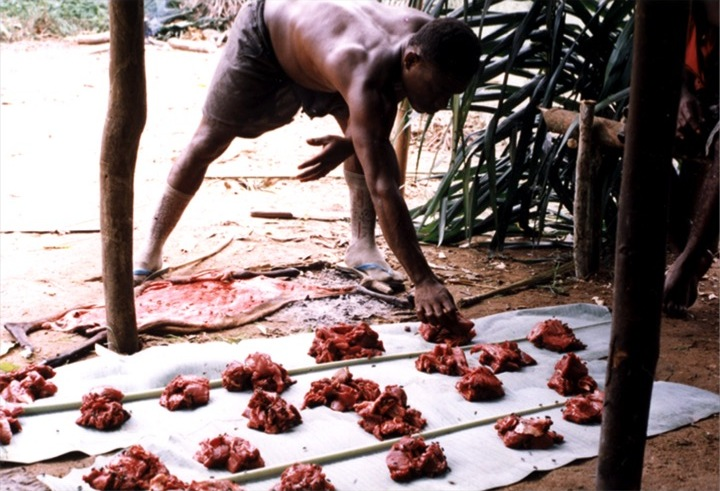
Chia thịt săn bắt-hạt lượm Mbendjele.

Các xã hội hái lượm giống như cộng sản và chủ nghĩa bình quân đã được nghiên cứu và mô tả bởi nhiều nhà nhân chủng học xã hội nổi tiếng như  Richard Lee, Alan Barnard   Các nhà nhân chủng học như Christopher Boehm,   Chris Knight và Jerome Lewis  đưa ra các ghi chép lý thuyết để giải thích cách thức các thỏa thuận xã hội công bằng, khẳng định có thể đã nổi lên trong quá khứ thời tiền sử. Mặc dù có sự khác biệt về sự nhấn mạnh, những nhà nhân chủng học và các nhà nhân loại học khác theo Engels cho rằng sự thay đổi tiến hóa - chống lại sự thống trị về tình dục và chính trị theo phong cách linh trưởng — cuối cùng cũng đạt được sự chuyển tiếp mang tính cách mạng. Richard Borshay Lee phê bình xu hướng lâu dài của nền văn hóa chủ đạo và thống trị chống lại sự tồn tại của chủ nghĩa cộng sản nguyên thủy, từ "tư tưởng Bourgeois [rằng] sẽ khiến chúng ta tin rằng chủ nghĩa cộng sản nguyên thủy không tồn tại.: sự man rợ cao quý. "